# Villa Majolica
La maison dite villa Majolica est l’une des quinze villas balnéaires répertoriées patrimoine exceptionnel de la commune de La Baule-Escoublac, dans le département français de la Loire-Atlantique. Construite vers 1890 par Georges Lafont, il s’agit d’une villa de style dissymétrique créole située dans le lotissement Hennecart.

## Localisation
La villa est située au 8, avenue des Arbousiers, au milieu d’un jardin bordé au nord par l’allée des Frènes, dans le lotissement Hennecart de La Baule-Escoublac. 
Ce lotissement porte le nom du comte Jules Hennecart, inspecteur de la construction du chemin de fer. Propriétaire de 46 ha de dunes, avec son associé Édouard Darlu, il confie en 1871 la conception du plan d’ensemble à l’architecte Georges Lafont, du front de mer jusqu’à l’ancienne gare, alors située à l’emplacement de l’actuel jardin de la Victoire. Le lotissement s’étend de part et d’autre de l’actuelle avenue du Général-De-Gaulle, perpendiculaire à la plage, avec à l’est, le quartier des arbres et à l’ouest, celui des oiseaux.

## Patrimoine de La Baule-Escoublac
La zone de protection du patrimoine architectural, urbain et paysager (ZPPAUP) de La Baule-Escoublac rassemble 6 871 bâtiments, parmi lesquels 15 villas sont distinguées en patrimoine exceptionnel ; 699 autres sont recensées en patrimoine remarquable à conserver et 1 741 en patrimoine d’accompagnement essentiel.

## Historique
La maison a été construite sur les plans dessinés par Georges Lafont vers 1890.

## Architecture
La villa est d'inspiration créole, avec une couverture en ardoise ; des combles surplombent un premier niveau, travaillé en véranda. La façade ouest, ornée de mosaïques, est protégée par des lambrequins.